# فال دي نيزا (بافيا)
فال دي نيزا (بالإيطالية: Val di Nizza)‏ هي بلدة تقع في مقاطعة بافيا بإقليم لومبارديا في شمال إيطاليا. تبلغ مساحة هذه المدينة 29.5 (كم²)، وترتفع عن سطح البحر م، بلغ عدد سكانها 701 نسمة في عام 2004 حسب إحصاء المعهد الوطني للإحصاء.

## السكان
في سنة 1861 بلغ عدد السكان 1٬652 نسمة، وتطور العدد ليصل في سنة 2011 لـ 655 نسمة.
يظهر هذا المخطط البياني تطور النمو السكاني لـ فال دي نيزا (بافيا)

## وصلات خارجية
- الموقع الرسمي